# جنیفر اسکای
 جنیفر اسکای (انگلیسی: Jennifer Sky؛ زادهٔ ۱۳ اکتبر ۱۹۷۶) یک هنرپیشه اهل ایالات متحده آمریکا است.